# Ali'ite
Ali'ite es una isla de las Islas Salomón; Es la del norte de las islas Olu Malau (Tres Hermanas) ubicadas en la provincia de Makira-Ulawa. Tiene una superficie de 2,91 km 2.
El primer avistamiento registrado por europeos de ali'ita fue por la expedición española de Álvaro de Mendaña en mayo de 1568. Más precisamente el avistamiento de ali'ita se debió a un viaje local que partió desde Guadalcanal en un pequeño barco, en las cuentas el bergantín Santiago, comandado por el Alférez, Hernando Énriquez y teniendo como piloto a Hernán Gallego. Trazaron las tres islas Olu Malau como Las Tres Marías.